# Melissa Gurgel
Melissa Holanda Gurgel (Fortaleza, 3 de junho de 1994) é uma rainha da beleza brasileira, eleita Miss Brasil 2014 representando o estado do Ceará. No Miss Ceará 2014, Melissa venceu representando a cidade de Maracanaú. Disputou o Miss Universo 2014, realizado em Doral, nos Estados Unidos, no qual se classificou entre as 15 semifinalistas.

## Carreira

### Miss Maracanaú
Realizado no dia 5 de julho do mesmo ano, no Centro Cultural Dorian Sampaio, Melissa conquistou o título e a coroa de mais bela maracanauense entre mais de dez candidatas municipais. Com o título, ela obteve o direito de disputar a coroa estadual, na cidade de Fortaleza.

### Miss Ceará
Considerada uma das favoritas ao título, Melissa Gurgel conquistou o título de Miss Ceará. O concurso foi o primeiro produzido sob o comando da ex-miss Gláucia Tavares e foi realizado no Shopping Via Sul, com mais de quinze candidatas. Ela foi coroada por Mariana Vasconcelos, Miss Ceará 2013, e pela Miss Brasil 2013, Jakelyne Oliveira.

### Miss Brasil
Sendo a candidata mais baixa do concurso, com 1,68 m, a cearense Melissa Gurgel disse em entrevista ao site oficial da Rede Bandeirantes que não se importava com a sua altura e nem com a altura das concorrentes. Melissa foi coroada Miss Brasil em 27 de setembro, no Centro de Eventos do Ceará. A miss levou o terceiro título para o estado do Ceará.

### Miss Universo
Em Doral, um resort localizado na região metropolitana de Miami, a brasileira disputou o Miss Universo 2014, no qual conseguiu se classificar entre as 15 primeiras, no concurso que foi vencido pela colombiana Paulina Vega.

## Ver Também
- Miss Ceará
- Miss Ceará 2014
- Miss Brasil
- Miss Brasil 2014